# Paul Clavier
Pour les articles homonymes, voir Clavier.
Paul Clavier (né le 12 décembre 1963), est un philosophe français.

## Biographie
Ancien élève de l'École normale supérieure (1985) et agrégé de philosophie, il soutient en 1996 une thèse de doctorat intitulée « Système cosmologique et philosophie transcendantale », et en 2009 une Habilitation à Diriger des Recherches intitulée "Ex nihilo, enquête sur l'introduction en philosophie du concept de création",. Il défend régulièrement, dans l'esprit de Georges Lemaître, la neutralité métaphysique du Big Bang,.
Après avoir enseigné comme maître de conférences à l'École normale supérieure (Ulm), il a été élu en 2017 professeur à l'université de Lorraine.

### Articles récents
- « Une morale sans Dieu : sous l’invocation de Grotius ? », dans Joachim Haddad, Sebasian Hüsch (dir.) Dieu et la morale, Schwabe Verlag, Bâle 2024.
- « La religion, opium du peuple ? La réfutation pratique de la religion selon Marx », dans Philosophie et religion , Presses Universitaires de Lorraine, 2023
- « Le monde dépensé : Kant et la preuve a contingentia mundi » dans Pamela Krause, Guillaume Dreidemie (dir.), Penser le monde de Kant à aujourd’hui, Paris, Kimé 2023.
- (en)« The contemporary reception of Aquinas’ Conception Of Creation Out Of Nothing », dans Aquinas and Us, volume 18 des Proceedings of the Society for Medieval Logic and Metaphysics, Cambridge Scholars Publishing, 2022.
- « Faut-il exempter Dieu des lois de la logique ? » Ephemerides Theologicae Lovanienses, Peeters, vol. 99, Fasc. 2, June 2023, pp. 387-409.
- (en)“Metaphysical origin vs physical beginning : the timeless view of creation” dans Catholic Theology and Thought in Asia, feb. 2022.
- « Vivre ensemble entre étrangers moraux », dans Le vivre ensemble saisi par le droit,  Pedone 2020.
- « Le retour de la théodicée et le défi de la "théodicée du retour" », Journal of Ancient Philosophy, Supp Volume 1, 149-172, 2019. ISSN 1981-9471
- (en) « Dmitri Karamazov’s challenge: “If there is no God, everything is permitted”», Philosophical News, 2019
- « Les arguments de théodicée en première personne », Revue de Théologie et de Philosophie, 150 (2), 2018(2), pp. 171-191.
- (en) « Unbelievable preambles », European Journal of Philosophy of Religion, Volume 10, Number 3, Fall 2018, 1-17.
- (en) « God as ultimate Truthmaker », European Journal of Philosophy of Religion, Volume 10, Number 1, Spring 2018, 67-80.
- « Kant, fossoyeur du réalisme ? », dans E. Alloa, E. During, Choses en soi : métaphysiques du réalisme aujourd’hui, Paris, PUF, 2018.
- « Le présupposé cosmogonique de toute révélation », Sintese, Revista de Filosofia, Belo Horizonte, Vol. 44, no 140 Sept-Dec 2017, 405-424.
- « Religion naturelle et obligation morale : à propos d’un souverain poncif », Revue de Théologie et de Philosophie, Lausanne 2017
- « La révolution idéaliste », La Pensée, no 386 Avril-juin 2016
- « Le concept de Dieu après Jonas : aveux d'impuissance, aveux contradictoires ?», Revue philosophique de Louvain, Tome 113 (4), novembre 2015..
- (en) « Sartre and Sertillanges on creation », The Review of Metaphysics, VOL. LXIX, No. 1, ISSUE No. 273, September 2015.
- (en) « "Beginning to exist without some productive principles" : atheistic challenges to the cosmological argument », European Journal for Philosophy of Religion, vol 7, no 1, printemps 2015
- (en) "The Rationality of Creation Out of Nothing”, Ephemerides Theologicae Lovanienses, 90/2 (2014) 2
- « L'épuisement de la création - le coup de grâce heideggerien », Revue philosophique de Louvain, Tome 112, no 4, novembre 2014
- (en) « No creation, no revelation » International Journal for Philosophy of Religion, Vol. 72, no 2, octobre 2012.
- « Le concept de création est-il soluble dans la philosophie ? » Revue Philosophique de la France et de l’étranger, août 2012.
- (en) « Hans Jonas’ Feeble Theodicy : how on earth could God retire? » European Journal for Philosophy of Religion, vol 3, no 2, automne 2011.
- « Le chassé-croisé de la création : Sartre et Sertillanges » Revue des Sciences Philosophiques et Théologiques, 3/2012 (TOME 96).

### Ouvrages
- Descartes, Discours de la méthode : première édition "bilingue" (texte de 1637, traduction en français contemporain, par Denis Moreau et Paul Clavier)
- , Paris, Dunod-Armand Colin, 2023.
- Les avatars de la preuve cosmologique, Essai sur l'argument de la contingence, Paris, Eliott, 2023.
- Par ici la monnaie, Petite métaphysique du fric, Paris, éd. du Cerf 2020.
- Anathème, Blasphème et Cie, Paris, Le Passeur 2016
- La fourmi n'est pas prêteuse, Paris, Salvator 2015
- 100 Questions sur Dieu, Paris, La Boétie 2013, réed. Taillandier 2017.
- Qu'est-ce que le créationnisme ? Paris, Vrin, 2012
- Ex nihilo (en deux volumes)
  - Volume 1 : L'introduction en philosophie du concept de création, Hermann 2011
  - Volume 2 : Scénarios de "sortie de la création, Hermann 2011
- L'énigme du mal ou Le Tremblement de Jupiter, Desclée de Brouwer, 2011
- Dico catho, Paris, Mame, 2011
- Qu'est-ce que le Bien ?, Paris, Vrin, 2010
- La Cote Argus des Valeurs Morales, Presses de la Renaissance, 2007
- Qu'est-ce que la théologie naturelle ? Paris, Vrin, 2004
- Dieu Sans Barbe, Paris, La Table Ronde, 2002 (Repris dans la collection La petite Vermillon)
- Le Concept de Monde, Paris, PUF, 2000
- La Raison, Paris, Hatier, 1998
- Kant, Les Idées Cosmologiques, Paris, PUF, 1997
- Premières Leçons sur Critique de la Raison Pure, Paris, PUF, 1997